# Parafia Bogurodzicy Opiekunki Rodzin w Żdanowiczach
Parafia Bogurodzicy Opiekunki Rodzin w Żdanowiczach – rzymskokatolicka parafia znajdująca się w archidiecezji mińsko-mohylewskiej, w dekanacie Mińsk-Zachód, na Białorusi.
Została zarejestrowana 4 sierpnia 2006. Nabożeństwa odbywają się w kaplicy urządzonej w budynku dawnego laboratorium. Parafia nie posiada kościoła.